# Eulonchopria flavescens
Eulonchopria flavescens là một loài Hymenoptera trong họ Colletidae. Loài này được Friese mô tả khoa học năm 1916.